# Toğanalı
Toğanalı è un comune dell'Azerbaigian situato nel distretto di Göygöl. Conta una popolazione di 989 abitanti.